# Christian von Sydow (politiker)
Christian Fredrik Carl Hjalmar von Sydow i riksdagen kallad von Sydow i Stavsjöbruk, född 5 juni 1899 i Hedvig Eleonora församling i Stockholms stad, död 28 oktober 1980 i Kungsängens församling i Stockholms län, var en svensk affärsman och politiker.

## Biografi
Efter studentexamen 1917 blev von Sydow juris kandidat 1923 varefter hand gjorde tingstjänstgöring 1923–1925. Han var sekreterare i Nordiska arbetsgivarföreningens byrå i Bryssel 1925–1926, direktörsassistent i Svenska arbetsgivarföreningens allmänna grupp 1926–1928 samt ombudsman i Bergvik och Ala Nya AB 1928–1932, i Söderhamns stads och Södra Hälsinglands sparbank 1929–1931 och sekreterare i Ljusne och Voxna älvars flottningsförening 1930–1932. Han var verkställande direktör i Föreningen Scankraft 1933–1937 och därefter disponent vid Holmens bruk 1938–1963.
Christian von Sydow tillhörde stadsfullmäktige i Söderhamn 1931–1932, var styrelseordförande för tekniska läroverket i Norrköping 1941–1962, Norrköpings stads yrkesskola 1941–1958 och inspektor vid  högre allmänna läroverket i Norrköping 1944–1958. Han ledamot av Norrköpings hamnstyrelse 1947–1962, styrelseledamot i Svenska tidningspappersbrukens förening u.p.a. 1938–1964 (ordförande), Föreningen Scannews 1938–1964 (vice ordförande 1942–1964), Svenska pappersbruksföreningen 1938–1953 (ordförande 1964–1968), Textilrådet 1939–1952 (ordförande 1945–1951), Svensk ylleindustriförening 1939–1948 (ordförande), Sveriges industriförbund 1942–1968, ordförande där och i Näringslivets samarbetsorgan 1954–1957, i stiftelsen Svensk textilforskning 1943–1952, i Motala ströms regleringsförening u.p.a. 1945–1964 (ordförande), Holmens Bruks och Fabriks AB 1938–1964, Svenska Rayon AB 1941–1956, AB Vin- & Spritcentralen 1950–1974, Skandinaviska banken 1952–1970, dess lokalstyrelse i Norrköping 1941–1970 (ordförande 1947–1970), Kursverksamheten vår ekonomi 1947–1967, Gränges AB 1956–1971 (ordförande 1967–1971), Grycksbo Pappersbruk AB 1962–1966, i Östra Sveriges Allmänna Restaurang AB  1963–1971 (ordförande) och AB Interpares 1967–1973 (ordförande). Han var ledamot av svenska delegationen för nordiskt ekonomiskt samarbete 1934–1939, av 1946 års skolkommissions yrkesutbildningsdelegation 1947–1949, av Radionämnden 1947–1949 och av "Gjöreskommittén". Han var ordförande i Försvarets förvaltningsdirektion 1954–1966. Han deltog i skogspolitiska utredningen 1965–1973. Han blev hedersledamot av Östgöta nation i Uppsala 1945. Han var riksdagsman (högern) ledamot av andra kammaren 1961–1965, invald i Östergötlands läns valkrets. Han var därtill kapten i Livgrenadjärregementets reserv 1942–1947.